# Sun Mingming
Sun Mingming (chiń. upr. 孙明明; chiń. trad. 孫明明; pinyin Sūn Míngmíng; ur. 23 sierpnia 1983 w Harbinie w Chinach) – koszykarz chiński, najwyższy koszykarz świata, 27. co do wzrostu człowiek na świecie.

## Przebieg kariery
- 2006-2006  Dodge City Legend
- 2007-2007  Maryland Nighthawks
- 2007-2008  Fuerza Regia
- 2008-2009  Hamamatsu Phoenix
- 2009-2014  Beijing Ducks